# 2009年の欧州連合
2009年の欧州連合では、2009年（平成21年）の欧州連合（EU）に関する出来事について記述する。

## できごと

### 1月
- 1月1日
  - チェコ、欧州連合理事会議長国に就任。任期は、2009年6月30日まで [1]。
  - スロバキアでユーロ導入。ユーロ圏は、欧州連合加盟国27カ国のうち16カ国に拡大 [2]。
  - ロシア、ウクライナ向けの天然ガス供給停止（「ガス紛争」の始まり）。両国間の2009年のガス価格をめぐる交渉の決裂が原因だが、親欧米のウクライナ政権を揺さぶるロシアの戦略の一環との見方もある[3][4][5]。この影響でウクライナ経由の欧州向け天然ガスが減少したため、欧州各国の懸念が強まり、欧州連合理事会議長国チェコは、1月2日、紛争の早期解決を促す声明を発表した [6][7]。
- 1月7日 - ロシア、ウクライナ経由の欧州向け天然ガス供給停止。ロシア側は、ウクライナが欧州向けのパイプラインを閉鎖したと非難。ガスの供給停止により、東欧諸国を中心に影響が広がり、工場の操業停止や一般家庭の暖房停止など経済や市民生活に被害をもたらした [8][9][10]。
- 1月20日 - ロシア、ウクライナ向け及びウクライナ経由の欧州向け天然ガス供給再開。ロシアとウクライナ間のガス価格をめぐる交渉妥結を受け、ガス紛争は20日ぶりに終息した。ブルガリアが2億5,000万ユーロの損害賠償を求めるなど、被害を受けた欧州諸国はロシアに対する反発を強めた[11][12]。欧州委員会のパローゾ委員長は、供給再開は歓迎するものの、欧州の消費者が紛争の「人質」になる状況は容認できないと批判し、欧州のエネルギー安全保障、特にエネルギーの供給源と供給ルートの多様化の必要性を訴えた [13]。
- 1月29日 - 中国の温家宝首相、ベルギーのブリュッセルにある欧州連合本部を訪問。温家宝首相は、欧州5カ国歴訪の途中で、ベルギーはその3番目の訪問国 [14]。

### 3月
- 3月5日 - 欧州中央銀行は政策金利を1.5%に引き下げた[15]。
- 3月24日 - 欧州連合理事会議長国チェコの下院、トポラーネク政権に対する不信任決議案を賛成多数で可決。トポラーネク首相は、3月26日、正式に辞任した[16][17]。議長国任期期間中の政権崩壊に関して、欧州連合（EU）の政策執行機関である欧州委員会は、チェコが今後も議長国としての任務を、従来通り支障なく全うできるという見通しを明らかにした [18][19]。

### 4月
- 4月2日 - 欧州中央銀行は政策金利を1.25%に引き下げた[20]。
- 4月5日 - 11時30分頃、北朝鮮、日本東方の太平洋上に向けて、長距離弾道ミサイル『テポドン2号』の改良型と見られるミサイル発射実験を実施[21][22]。欧州連合（EU）、国連安保理決議1718号違反として北朝鮮を非難 [23][24]。

### 5月
- 5月7日 - 欧州中央銀行は政策金利を0.25%下げ1%にすることを決定[25]。

### 6月
- 6月4日-7日 - 欧州連合加盟27カ国で欧州議会議員選挙実施。中道右派の欧州人民党・民主主義グループ（EPP）は288議席から265議席へと減らしたものの、第1党を維持し勝利。中道左派の欧州社会党（PES）は、215議席から162議席へと大きく後退した。経済危機を背景に右派の勢力が伸長した [26][27]。
- 6月8日 - S&Pはアイルランドソブリン格付けを「AA」に引き下げた[28]。

### 7月
- 7月1日 - スウェーデン、欧州連合理事会議長国に就任。任期は、2009年12月31日まで [1][29]。

### 10月
- 10月2日 - アイルランド、リスボン条約批准の賛否を問う2回目の国民投票を実施。翌日の開票の結果、賛成票が67.1％を占め、批准が承認された。前年6月の1回目の投票では否決されたが、その後の金融危機により経済状況が一変。欧州連合への期待の高まりと、再否決による外国資本引き上げの懸念が賛成票を後押しした[30][31]。これにより、残る未批准国はチェコとポーランドの2カ国だけとなり、条約発効に向けて大きく前進した [32]。
- 10月5日 - ベルギーのブリュッセルにある欧州連合本部前で、牛乳価格の下落に抗議して、農民ら数千人が抗議デモ。道路上に牛乳をまき散らすなどしたが、大きな混乱はなかった [33]。
- 10月10日 - ポーランドのカチンスキ大統領、リスボン条約の批准文書に署名。これにより、残る未批准国はチェコのみとなった [34]。